# هنري س. واين
هنري س. واين (بالإنجليزية: Henry C. Wayne)‏ هو عسكري أمريكي، ولد في 18 سبتمبر 1810 في سافانا في الولايات المتحدة، وتوفي بنفس المكان في 15 مارس 1883.